# Jaroslav Brabec
Jaroslav Brabec (ur. 27 lipca 1949 w Litomierzycach, zm. 20 maja 2018) – czeski lekkoatleta specjalizujący się w pchnięciu kulą, dwukrotny uczestnik letnich igrzysk olimpijskich (Monachium 1972, Montreal 1976). W czasie swojej kariery reprezentował Czechosłowację.

## Sukcesy sportowe
- ośmiokrotny mistrz Czechosłowacji w pchnięciu kulą – 1971, 1972, 1973, 1975, 1976, 1979, 1981, 1982[2]
- pięciokrotny halowy mistrz Czechosłowacji w pchnięciu kulą – 1971, 1973, 1975, 1978, 1979[3]
- wielokrotny rekordzista kraju[4]

| Rok  | Miasto    | Zawody                             | Konkurencja    | Wynik         |
| ---- | --------- | ---------------------------------- | -------------- | ------------- |
| 1972 | Grenoble  | halowe mistrzostwa Europy          | pchnięcie kulą | brązowy medal |
| 1972 | Monachium | igrzyska olimpijskie               | pchnięcie kulą | 10. miejsce   |
| 1973 | Rotterdam | halowe mistrzostwa Europy          | pchnięcie kulą | złoty medal   |
| 1974 | Göteborg  | halowe mistrzostwa Europy          | pchnięcie kulą | brązowy medal |
| 1974 | Rzym      | mistrzostwa Europy                 | pchnięcie kulą | 7. miejsce    |
| 1975 | Katowice  | halowe mistrzostwa Europy          | pchnięcie kulą | 4. miejsce    |
| 1976 | Montreal  | igrzyska olimpijskie               | pchnięcie kulą | 11. miejsce   |
| 1978 | Mediolan  | halowe mistrzostwa Europy          | pchnięcie kulą | 6. miejsce    |
| 1979 | Wiedeń    | halowe mistrzostwa Europy          | pchnięcie kulą | 6. miejsce    |
| 1979 | Poczdam   | mistrzostwa Armii Zaprzyjaźnionych | pchnięcie kulą | złoty medal   |

## Rekordy życiowe
- pchnięcie kulą – 21,04 m – Bańska Bystrzyca 01.09.1973
- pchnięcie kulą (hala) – 20,29 m – Rotterdam 11.03.1973